# Корьелл (округ)
Округ Корьелл (англ. Coryell county) — округ штата Техас Соединённых Штатов Америки. На 2000 год в нём проживало 74 978 человек. По оценке бюро переписи населения США в 2008 году население округа составляло 72 654 человек. Окружным центром является город Гейтсвилл.

## История
Округ Корьелл был сформирован в 1854 году из участка округа Белл. Он был назван в честь Джеймса Корьела, пограничника, убитого индейцами.

## География
По данным бюро переписи населения США площадь округа Корьел составляет 2737 км², из которых 2724 км² — суша, а 13 км² — водная поверхность (0.47 %).